# Raul Osorio
Raul Osorio Castillo est un ancien arbitre mexicain de football des années 1960.

## Carrière
Il a officié dans une compétition majeure :
- JO 1968 (1 match)